# Фофаново (Костромская область)
Фофаново — деревня в Степановском сельском поселении Галичского района Костромской области России.

## География
Деревня расположена на берегу реки Софонка.

## История
В 1790 году деревня принадлежала Матрёне Васильевне Катениной (урожденной Толбузиной), бабке поэта П. А. Катенина.
Согласно Спискам населенных мест Российской империи в 1872 году деревня относилась к 1 стану Галичского уезда Костромской губернии. В ней числилось 5 дворов, проживало 20 мужчин и 22 женщины.
Согласно переписи населения 1897 года в деревне проживало 67 человек (26 мужчин и 41 женщина).
Согласно Списку населенных мест Костромской губернии в 1907 году деревня относилась к Быковской волости Галичского уезда Костромской губернии. По сведениям волостного правления за 1907 год в ней числилось 13 крестьянских дворов и 105 жителей. Основными занятиями жителей деревни, помимо земледелия, были малярный, кузнечный и плотницкий промыслы.
До муниципальной реформы 2010 года деревня входила в состав Толтуновского сельского поселения.

## Население
Численность населения деревни менялась по годам:
| Население по годам  |      |      |      |      |      |
| Год                 | 1877 | 1897 | 1907 | 2008 | 2012 |
| Жителей             | 42   | 67   | 105  | 0    | 5    |
| Крестьянских дворов | 5    | —    | 13   | —    | —    |

| 2008 | 2010 | 2012 | 2014 |
| ---- | ---- | ---- | ---- |
| 5    | ↘0   | ↗5   | →5   |